# 中村好文

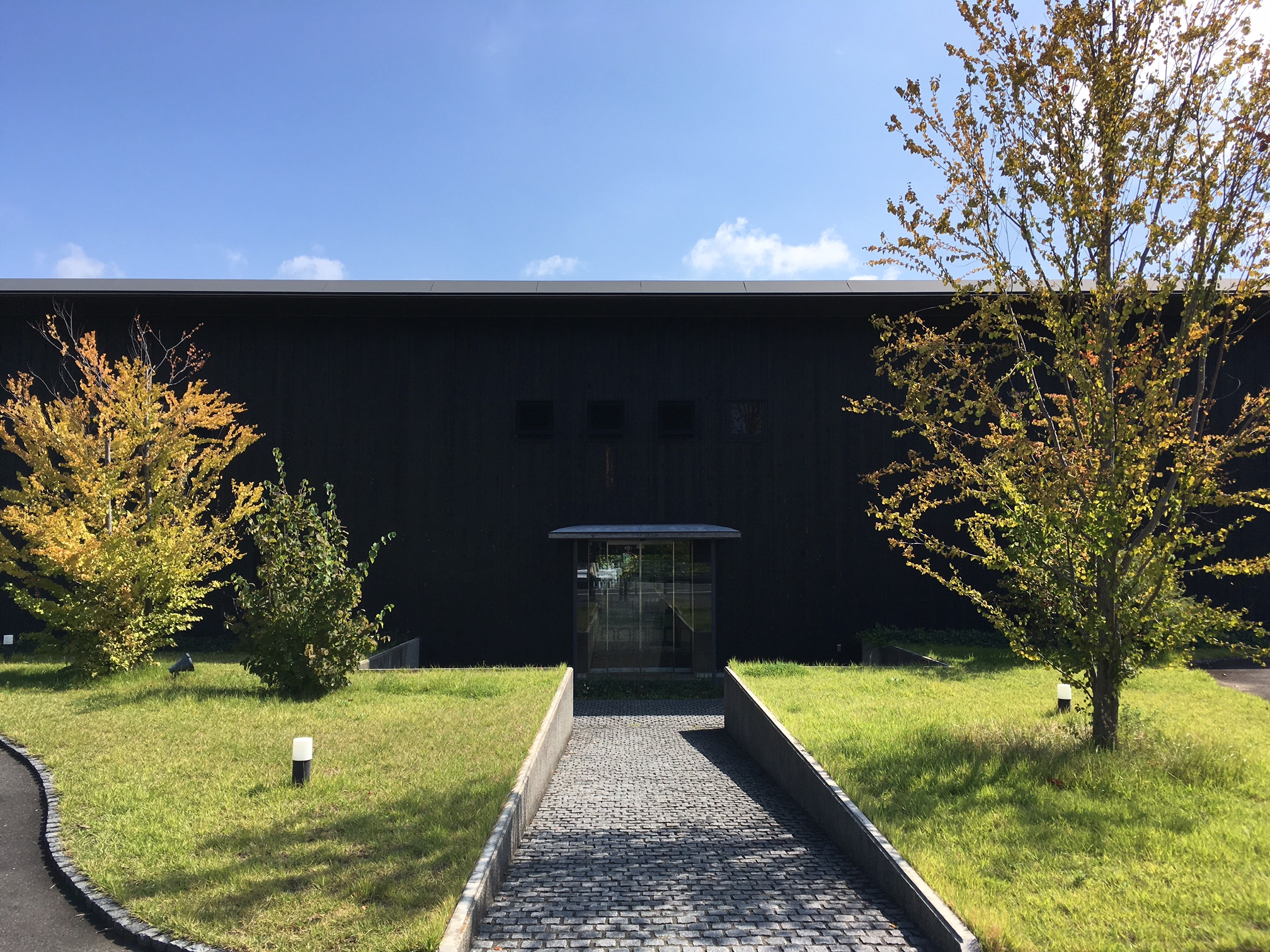
伊丹十三記念館（愛媛県松山市）

中村 好文（なかむら よしふみ、1948年 - ）は、日本の建築家。日本大学生産工学部建築工学科居住空間デザインコース教授。多摩美術大学美術学部環境デザイン学科客員教授。

## 略歴
千葉県九十九里町出身。武蔵野美術大学建築学科卒業。卒業制作では宇宙船内の無重力下を想定した住宅を設計するも評価は得られなかった。小さな設計事務所に勤務するも数年で退職し、その後、都立品川職業訓練校木工科にて家具製作を学んだ。1976年から1980年まで吉村順三設計事務所に勤務し、吉村の家具製作のアシスタントを務めた。1981年に独立して設計事務所 レミングハウスを設立し、住宅建築を中心に活動し家具製作も行っている。1993年に「一連の住宅作品」で第18回吉田五十八賞特別賞を受賞。伊丹十三のエッセイが好きで、2007年に開館した伊丹十三記念館の設計を担当している。
様々な建物を紹介するエッセイストとしても知られており、建築家としての活動のみならず執筆活動も20年にわたって継続的に行っている。

## 作品
- 1987年 『三谷さんの家』 (第1回吉岡賞)[6]
- 1994年 『museum as it is』 [7]
- 1993年 『諸職の技術を生かした住宅』 (第18回吉田五十八賞特別賞受賞)[1]
- 2007年 『伊丹十三記念館』[8]

## 主な著書
- 吉村順三、中村好文『吉村順三・住宅作法』世界文化社、1991年6月1日。ISBN 978-4418915149。 NCID BN06584420。
- セルジオ・フェロ 著、青山マミ 訳、中村好文 編『ル・コルビュジェ ラ・トゥーレット修道院』TOTO出版、1997年9月1日。ISBN 978-4887061590。 NCID BA33076282。
- ブルノ・カンブレト 著、石川さなえ、青山マミ 訳、中村好文 編『ル・コルビュジエカップ・マルタンの休暇』TOTO出版、1997年10月1日。ISBN 978-4887061606。 NCID BA33074480。
- 中村好文『住宅巡礼』新潮社、2000年2月25日。ISBN 978-4104350018。 NCID BA45658456。
- 原広司、隈研吾、中村好文、他 著、ギャラリー・間 編『住宅という場所で』TOTO出版、2000年12月1日。ISBN 978-4887061927。 NCID BA49592699。
- 柏木博、中村好文、他『普請の顛末 : デザイン史家と建築家の家づくり』岩波書店、2001年7月16日。ISBN 978-4000246095。 NCID BA52784814。
- 中村好文、他 著、ギャラリー・間 編『リアリテ ル・コルビュジエ:「建築の枠組」と「身体の枠組」』TOTO出版、2002年1月1日。ISBN 978-4887062061。 NCID BA55787819。
- 中村好文『普段着の住宅術』王国社、2002年4月1日。ISBN 978-4860730000。 NCID BA56625561。
- 中村好文『住宅巡礼 続』新潮社、2002年11月1日。ISBN 978-4104350025。 NCID BA45658456。
- 中村好文、芸術新潮編集部 編『イタリアの歓び: 美の巡礼 北部編』新潮社〈とんぼの本〉、2003年2月1日。ISBN 978-4106021008。 NCID BA61314979。
- 坂田和実、山口信博、中村好文、他 著、松本美術館 編『素と形』ラトルズ、2004年4月1日。ISBN 978-4899770749。 NCID BA68384972。
- 中村好文『住宅読本』新潮社、2004年6月23日。ISBN 978-4104350032。 NCID BA6770903X。
- 中村好文『住宅巡礼・ふたたび』筑摩書房、2010年12月24日。ISBN 978-4480878342。 NCID BB04331827。
- 中村好文、木俣元一『フランス ロマネスクを巡る旅』新潮社〈とんぼの本〉、2004年11月23日。ISBN 978-4106021206。 NCID BA69622690。
- 中村好文『意中の建築 上巻 下巻』新潮社、2005年9月21日。ISBN 978-4104350049。 NCID BA7351564X。
- 中村好文『Come on‐a my house すまいの風景　Environments for living』ラトルズ、2009年1月1日。ISBN 978-4899772309。 NCID BA88856600。
- 中村好文『普通の住宅、普通の別荘』TOTO出版、2010年5月20日。ISBN 978-4887063044。 NCID BB02192093。
- 中村好文『建築家のすまいぶり』エクスナレッジ〈エクスナレッジムック〉、2013年2月28日。ISBN 978-4767815022。 NCID BB12337771。
- 中村好文『小屋から家へ』TOTO出版、2013年4月16日。ISBN 978-4887063334。 NCID BB12399892。
- 中村好文、神幸紀『パン屋の手紙: 往復書簡でたどる設計依頼から建物完成まで』筑摩書房、2013年3月1日。ISBN 978-4480878632。 NCID BB12427397。
- 中村好文『食う寝る遊ぶ 小屋暮らし』PHP研究所、2013年4月13日。ISBN 978-4569779928。 NCID BB12437153。
- 中村好文『暮らしを旅する』ベストセラーズ、2013年12月14日。ISBN 978-4584135402。 NCID BB16299969。
- 中村好文、竹原義二、伊礼智『住宅建築家 三人三様の流儀』エクスナレッジ、2016年3月3日。ISBN 978-4767820095。 NCID BB21091311。
- 中村好文『集いの建築、円いの空間』TOTO出版、2017年5月24日。ISBN 978-4887063662。 NCID BB23713296。
- 伊丹十三 著、松家仁之、中村好文、池内万平 編『日本人よ!』岩波書店〈伊丹十三選集 第一巻〉、2018年12月21日。ISBN 978-4000281188。 NCID BB27473489。
- 伊丹十三 著、松家仁之、中村好文、池内万平 編『好きと嫌い』岩波書店〈伊丹十三選集 第二巻〉、2019年1月19日。ISBN 978-4000281195。 NCID BB27547053。
- 伊丹十三 著、松家仁之、中村好文、池内万平 編『日々是十三』岩波書店〈伊丹十三選集 第三巻〉、2019年2月20日。ISBN 978-4000281201。 NCID BB27766953。
- 中村好文『湖畔の山荘 設計図集』エクスナレッジ、2019年4月20日。ISBN 978-4767824918。 NCID BB28256329。
- 中村好文『小さな家の物語』平凡社、2019年7月29日。ISBN 978-4582544657。 NCID BB28707122。
- 中村好文『芸術家のすまいぶり』LIXIL出版、2019年10月10日。ISBN 978-4864800440。 NCID BB29045249。
- 中村好文『百戦錬磨の台所 vol.1』学芸出版社、2020年10月15日。ISBN 978-4761527532。 NCID BB29045249。
- 中村好文『百戦錬磨の台所 vol.2』学芸出版社、2021年11月6日。ISBN 978-4761527983。 NCID BC11019494。
- 中村好文『普段着の住宅術』筑摩書房〈ちくま文庫〉、2020年12月14日。ISBN 978-4480437051。 NCID BC04572467。
- 中村好文、吉田全作『線と管をつながない 好文×全作の小屋づくり』PHP研究所、2022年6月20日。ISBN 978-4569851167。 NCID BC15394531。

## 出演
- プロフェッショナル 仕事の流儀（2006年4月13日、NHK総合）[9]
- 趣味どきっ!（2020年8月18日、Ｅテレ）[10]